# 1949年イギリスグランプリ
1949年のイギリスグランプリは、1949年5月14日にシルバーストーンサーキットで開催された。レースはエマヌエル・ド・グラッフェンリードがマセラティ4CLTを運転して優勝した。
1949年のグランプリは、1948年のイベントのわずか7ヶ月後に大幅に変更されたレイアウトで開催された。1949年のレイアウトでは、境界道路のみを使用し、滑走路を走る必要がなくなった。レイアウトは、車が高速と低速の両方でテストされたことを確認するために、クラブコーナーになったものでタイトなシケインを除いて、1973年まで使用されたものとほぼ同じだった。
また、1949年の新しいRACは、正式に英国グランプリのタイトルを採用し、彼らのレースのためのグランデ・エプルーブの地位を与えられました。

## エントリー
|    | 運転手                                                     | 参加者                       | コンストラクタ                   | シャシ                              | エンジン          |
| -- | ---------------------------------------------------------- | ---------------------------- | -------------------------------- | ----------------------------------- | ----------------- |
| 1  | B. ビラ                                                    | プライベート                 | マセラティ                       | マセラティ 4CLT/48                  | マセラティ L4s    |
| 2  | エマニュエル・ド・グラッフェンリード                       | プライベート                 | マセラティ                       | マセラティ 4CLT/48                  | マセラティ L4s    |
| 3  | トニー・ロルト                                             | プライベート                 | アルファロメオ                   | アルファロメオB                     | アルファロメオ L8 |
| 4  | レイモンド・メイズ ・ケン・リチャードソン                  | T・ヴァンダーヴェル          | シンウォールスペシャルフェラーリ | シンウォールスペシャルフェラーリ125 | フェラーリ V12s   |
| 5  | ボブ・アンセル                                             | プライベート                 | マセラティ                       | マセラティ 4CM                      | マセラティ L4s    |
| 6  | ジェフ・アンセル ・ブライアン・ショー=テイラー             | プライベート                 | ERA                              | ERA B                               | ERA L6s           |
| 7  | ボブ・ジェラード                                           | ボブ・ジェラード・レーシング | ERA                              | エラ B                              | ERA L6s           |
| 8  | デビッド・ハンプシャー ・ビリー・コットン                  | プライベート                 | ERA                              | ERA B                               | ERA L6s           |
| 9  | デビッド・マレー                                           | プライベート                 | マセラティ                       | マセラティ 4CL                      | マセラティ L4s    |
| 10 | レグ・パーネル                                             | スクーデリア・アンブロシアナ | マセラティ                       | マセラティ 4CLT/48                  | マセラティ L4s    |
| 11 | フレッド・アシュモア                                       | スクーデリア・アンブロシアナ | マセラティ                       | マセラティ 4CLT/48                  | マセラティ L4s    |
| 12 | ルイジ・ヴィロレシ                                         | スクーデリア・アンブロシアナ | マセラティ                       | マセラティ 4CLT/48                  | マセラティ L4s    |
| 15 | ルイ・カイロン                                             | SFACS エキュリー フランス    | タルボット・ラーゴ               | タルボット・ラーゴ T26C             | タルボット L6     |
| 16 | ルイ・ロジエ                                               | プライベート                 | タルボット・ラーゴ               | タルボット・ラーゴ T26C             | タルボット L6     |
| 17 | イヴ・ジロー=カバントゥス                                  | プライベート                 | タルボット・ラーゴ               | タルボット・ラーゴ T26C             | タルボット L6     |
| 18 | ジョージ・アベカシス                                       | プライベート                 | アルタ                           | アルタGP                            | アルタ L4s        |
| 19 | ジョニー・クレーズ                                         | エキュリー・ベルジュ         | タルボット・ラーゴ               | タルボット・ラーゴ T26C             | タルボット L6     |
| 20 | ジョージ・ニクソン                                         | プライベート                 | ERA                              | ERA                                 | ERA L6s           |
| 21 | ピーター・ホワイトヘッド ・ダドリー・フォランド            | スクーデリア・フェラーリ     | フェラーリ                       | フェラーリ 125                      | フェラーリ V12s   |
| 22 | ダンカン・ハミルトン ・フィリップ・フォザリンガム=パーカー | プライベート                 | マセラティ                       | マセラティ 6CM                      | マセラティ L6s    |
| 23 | カス・ハリソン                                             | ?                            | 時代                             | ?                                   | ?                 |
| 24 | フィリップ・エタンスリン                                   | プライベート                 | タルボット・ラーゴ               | タルボット・ラーゴ T26C             | タルボット L6     |
| 25 | ロイ・サルバドリ                                           | プライベート                 | マセラティ                       | マセラティ 4CL                      | マセラティ L4s    |
| 26 | アンソニー・バーリング                                     | プライベート                 | マセラティ                       | マセラティ 4CM                      | マセラティ L4     |
| 27 | ジョン・ボルスター                                         | P.H. ベル                    | 時代                             | エラ B                              | ERA L6s           |
| 28 | ピーター・ウォーカー                                       | P.N. ホワイトヘッド          | 時代                             | エラ B                              | ERA L6s           |

## 練習と予選
練習はレース前の木曜日に始まった。ピーター・ウォーカーは木曜日に2分13.2で最速タイムを記録した。ルイジ・ヴィッロレージはペリニヨンから直接到着したが、2分14.4で2番目に速いタイムを設定することができ、トニー・ロルト(2分15.8)とカス・ハリソン(2分16.4)が続いたより多くの国際的なドライバーが到着したので、タイムズは翌日改善されました。ヴィロレシは木曜日の時間で2分9.8で最速に改善し、続いてペリニャンから到着したビラが2分10.2で改善しました。金曜日に設定された次の最速タイムは、エマニュエル・デ・グラッフェンリード(2分13.6)とボブ・ジェラード(2分14.4)でした。

### 分類
| 順位 | カーナンバー | 運転手                               | チーム                           | タイム | ギャップ |
| ---- | ------------ | ------------------------------------ | -------------------------------- | ------ | -------- |
| 1    | 12           | ルイジ・ヴィロレシ                   | マセラティ                       | 2:09.8 | –        |
| 2    | 1            | B. ビラ                              | マセラティ                       | 2:10.2 | + 0.4    |
| 3    | 28           | ピーター・ウォーカー                 | ERA                              | 2:13.2 | + 3.4    |
| 4    | 2            | エマニュエル・ド・グラッフェンリード | マセラティ                       | 2:13.6 | + 3.8    |
| 5    | 7            | ボブ・ジェラード                     | ERA                              | 2:14.4 | + 4.6    |
| 6    | 10           | レグ・パーネル                       | マセラティ                       | 2:14.8 | + 5.0    |
| 7    | 3            | トニー・ロルト                       | アルファロメオ                   | 2:15.8 | + 6.0    |
| 8    | 24           | フィリップ・エタンスリン             | タルボット・ラーゴ=タルボット    | 2:15.8 | + 6.0    |
| 9    | 23           | カス・ハリソン                       | ERA                              | 2:16.4 | + 6.6    |
| 10   | 8            | デビッド・ハンプシャー               | ERA                              | 2:17.2 | + 7.4    |
| 11   | 17           | イヴ・ジロー=カバントゥス            | タルボット・ラーゴ=タルボット    | 2:17.4 | + 7.6    |
| 12   | 18           | ジョージ・アベカシス                 | アルタ                           | 2:17.6 | + 7.8    |
| 13   | 6            | ジェフ・アンセル                     | ERA                              | 2:18.0 | + 8.2    |
| 14   | 21           | ピーター・ホワイトヘッド             | フェラーリ                       | 2:18.4 | + 8.6    |
| 15   | 15           | ルイ・カイロン                       | タルボット・ラーゴ=タルボット    | 2:19.2 | + 9.4    |
| 16   | 27           | ジョン・ボルスター                   | ERA                              | 2:20.0 | + 10.2   |
| 17   | 11           | フレッド・アシュモア                 | マセラティ                       | 2:20.8 | + 11.0   |
| 18   | 19           | ジョニー・クレーズ                   | タルボット・ラーゴ=タルボット    | 2:22.2 | + 12.4   |
| 19   | 4            | レイモンド・メイズ                   | シンウォールスペシャルフェラーリ | 2:24.6 | + 14.8   |
| 20   | 16           | ルイ・ロジエ                         | タルボット・ラーゴ=タルボット    | 2:25.2 | + 15.4   |
| 21   | 26           | アンソニー・バーリング               | マセラティ                       | 2:27.0 | + 17.2   |
| 22   | 22           | ダンカン・ハミルトン                 | マセラティ                       | 2:29.0 | + 19.2   |
| 23   | 25           | ロイ・サルバドリ                     | マセラティ                       | 2:29.2 | + 19.4   |
| 24   | 20           | ジョージ・ニクソン                   | ERA                              | 2:29.8 | + 20.0   |
| 25   | 9            | デビッド・マレー                     | マセラティ                       | 2:30.4 | + 20.6   |

## レース
ビラはマセラティで最高のスタートを切り、最初のコーナーでヴィロレシの同様の車を明確な2つの長さでリードし、続いてデ・グラッフェンリードが運転する2つのマセラティスと、レグ・パーネルが最速のドライバーのすぐ後ろからスタートしました。5番目はジェラードのERAでした。ビロレシは3周目にビラを追い越し、2人は残りのフィールドから引き離した。
24周目、ビラはリードを取り戻し、ヴィロレシは減速し始め、27周目の終わりに燃料を止め、パーネルの後ろの4位に落ち、デ・グラッフェンリードをわずかに上回る2位に入った。ヴィロレシの後ろには、5位のジョージ・アベカシスのアルタと6位のフレッド・アシュモアのもう一人のマセラティがいた。30周後、ビラはトップ4の外のすべての車をラップしていました。このアベカシスが排気管のほとんどを失ったが、気に入らずに続いたが、同時にヴィロレシは再び停止し、今度は油圧の損失で引退した。
ビラはブレーキフェードに苦しみ始め、パーネルはゆっくりとギャップを埋めることを可能にしたが、40周後はまだ約40秒離れ、ド・グラッフェンリドはパーネルに約20秒遅れ、ジェラールとフィリップ・エタンスリンのタルボット・ラーゴが続いた。48周目のビラはクラブのシケーンに対して減速することができず、ストローベールとバレルと衝突し、サスペンションを損傷しすぎてパーネルにリードを与えた。ハーフウェイポイント(50周)では、パーネルが23.6秒差でリードし、ビリー・コットン(デビッド・ハンプシャーのERAを引き継いだ)から3位のジェラード、ルイ・ロジエとエタンスリンのタルボット・ラゴスが続いた。
しかし、彼の車軸オイルプラグが飛び出し、彼にリードを失ったので、パーネルは長い間リードしませんでした。彼は次の数周でさらに3回停止し、最終的に壊れたリアアクスルのために69周後に引退しました。だから、60周後、注文はジェラードの3分以上前にデ・グラッフェンリェードされ、すぐにパーネル、コットン、2つのタルボット・ラゴス、アシュモア、アベカシスのアルタは、キャブレターのトラブルでかなりの時間を失った後、7位に戻りました。ロジエがタルボット・ラーゴをコットンより4位に入れた直後。
最後の30周のためにジェラードはデ・グラッフェンリードを捕まえ始めましたが、まだ何らかの方法で戻っていました。彼の進歩は、85周目に燃料の2番目のストップを作ったデ・グラッフェンリードによって助けられましたが、リードから1分以内に来ることができました。そこで、デ・グラフェンリードは、燃料のために止まることなくレースを完了した唯一のドライバーである3位のロジエのラップクリアだったジェラードより65秒早く、ほぼ4時間の時間でレースに勝ちました。

### 分類
| ポス   | いいえ | 運転手                                                     | コンストラクタ                   | 周  | 時間/リタイア        | グリッド |
| ------ | ------ | ---------------------------------------------------------- | -------------------------------- | --- | -------------------- | -------- |
| 1      | 2      | エマニュエル・ド・グラッフェンリード                       | マセラティ                       | 100 | 3:52:50.2            | 4        |
| 2      | 7      | ボブ・ジェラード                                           |                                  | 100 | + 1:05.2             | 5        |
| 3      | 16     | ルイ・ロジエ                                               | タルボット・ラーゴ=タルボット    | 99  | + 1周                | 20       |
| 4      | 8      | デビッド・ハンプシャー ・ビリー・コットン                  |                                  | 99  | + 1周                | 10       |
| 5      | 24     | フィリップ・エタンスリン                                   | タルボット・ラーゴ=タルボット    | 97  | + 3周                | 8        |
| 6      | 11     | フレッド・アシュモア                                       | マセラティ                       | 97  | + 3周                | 11       |
| 7      | 18     | ジョージ・アベカシス                                       | アルタ                           | 96  | + 4周                | 12       |
| 8      | 21     | ピーター・ホワイトヘッド ・ダドリー・フォランド            | フェラーリ                       | 95  | + 5周                | 14       |
| 9      | 6      | ジェフ・アンセル ・ブライアン・ショー=テイラー             | 時代                             | 94  | + 6周                | 13       |
| 10     | 19     | ジョニー・クレーズ                                         | タルボット・ラーゴ=タルボット    | 92  | + 8周                | 18       |
| 11     | 22     | フィリップ・フォザリンガム=パーカー ・ダンカン・ハミルトン | マセラティ                       | 92  | + 8周                | 22       |
| レット | 4      | レイモンド・メイズ ・ケン・リチャードソン                  | シンウォールスペシャルフェラーリ | 82  | 事故                 | 19       |
| レット | 10     | レグ・パーネル                                             | マセラティ                       | 69  | ？                   | 6        |
| レット | 25     | ロイ・サルバドリ                                           | マセラティ                       | 65  | バルブ               | 23       |
| レット | 9      | デビッド・マレー                                           | マセラティ                       | 64  | エンジン             | 25       |
| レット | 27     | ジョン・ボルスター                                         | 時代                             | 53  | 事故                 | 16       |
| レット | 28     | ピーター・ウォーカー                                       | 時代                             | 50  | ブレーキ             | 3        |
| レット | 1      | B. ビラ                                                    | マセラティ                       | 47  | 衝突                 | 2        |
| レット | 15     | ルイ・カイロン                                             | タルボット・ラーゴ=タルボット    | 41  | エンジン             | 15       |
| レット | 17     | イヴ・ジロー=カバントゥス                                  | タルボット・ラーゴ=タルボット    | 39  | オイル漏れ           | 11       |
| レット | 26     | アンソニー・バーリング                                     | マセラティ                       | 39  | 水漏れ               | 21       |
| レット | 12     | ルイジ・ヴィロレシ                                         | マセラティ                       | 36  | エンジン             | 1        |
| レット | 23     | カス・ハリソン                                             | 時代                             | 25  | エンジン             | 9        |
| レット | 20     | ジョージ・ニクソン                                         | 時代                             | 16  | スーパーチャージャー | 24       |
| レット | 3      | トニー・ロルト                                             | アルファロメオ                   | 15  | リアアクスル         | 7        |
| DNS    | 5      | ボブ・アンセル                                             | マセラティ                       | 0   | エンジン             |          |

## 参照
1. ^ c d e f g h i j

| グランプリレース                     | グランプリレース                             | グランプリレース                     |
| ------------------------------------ | -------------------------------------------- | ------------------------------------ |
| 前のレース: 1948年イギリスグランプリ | 1949グランプリシーズングランデス・エプレヴス | 次のレース: 1949年ベルギーグランプリ |
| 前のレース: 1948年イギリスグランプリ | イギリスグランプリ                           | 次のレース: 1950年イギリスグランプリ |